# Rothschilds bergtimalia
Rothschilds bergtimalia (Turdoides rufocinctus) is een zangvogel uit de familie Leiothrichidae. De Nederlandse naam verwijst naar de auteur van deze vogel, de Britse bankier en zoöloog Lionel Walter Rothschild.

## Verspreiding en leefgebied
Deze soort komt voor in de bergen van oostelijk Congo-Kinshasa, zuidwestelijk Oeganda, westelijk Rwanda en noordwestelijk Burundi.

## Status
De grootte van de populatie is niet gekwantificeerd maar de soort wordt omschreven als algemeen in geschikt habitat. Dit geschikte habitat verdwijnt echter in snel tempo als gevolg van klimaatverandering. Op de Rode lijst van de IUCN heeft deze soort daarom de status bedreigd.